# Avenida Eguía Zanon
La avenída Eguía Zanon es una vía ubicada al noroeste de la ciudad de Córdoba, Argentina.
Esta vía posee casi 1.800 metros de longitud y es importante para algunos vecindarios por los que transita ya que
la misma conecta con la RP U113 (Avenida Molino De Torres), y de allí se puede acceder de manera más fácil al centro de la ciudad.

## Recorrido
La avenida nace en el cruce con la Avenida Molino de Torres, cerca del puente sobre el Río Suquía, conocido como el puente de Villa Warcalde.
A partir de aquí se dirige en dirección noroeste rodeada por casas y abundante vegetación.
A sus ambas márgenes se encuentra el barrio de Villa Warcalde, un apacible vecindario residencial de casas con amplios jardines.
Muchas de las calles secundarias que la cruzan son calles de tierra. 
También es atravesada por un par de arroyos y por el Canal Maestro.
Las instalaciones del Tala Rugby Club se encuentran a sus orillas.
La avenida Eguía Zanon muere donde se encuentra con la calle Pampa De Los Guanacos, en el barrio Alto Hermoso

## Transporte

### Empresa Coniferal
El autobús del corredor naranja  de la línea 19, recorre la avenida para luego cruzar el puente de Villa Warcalde y dirigirse al este de la ciudad.

### Cooperativa La Calera
La empresa recorre la avenida con las líneas que unen  La Calera-Villa Allende B, y la línea La Calera-Villa Allende C.